# Annabel (cantante)
Annabel (アナベル) (Buenos Aires, Argentina; 18 de marzo de 1984) es una cantante originaria de Argentina que trabaja en Japón. Es la primera singlista argentina que ha realizado música para producciones animadas de Japón. Es hija de un matrimonio entre un japonés y una argentina.

## Biografía
La vida de Annabel es bastante desconocida. Tanto es así que se desconoce su apellido. En 2012, en una nota para una famosa radio de Tokio reveló que Anabel es su verdadero nombre. 

En 2005 empezó su carrera musical. 

En 2006 junto a Nagi Yanagi forman el grupo Binaria. Actualmente llevan 13 discos editados. Una nota a resaltar es que la mayoría de los discos tienen nombres en español.

En 2007, junto a Bermei.inazawa forman la banda AnNina, donde realizan los endings de la famosa serie de anime Higurashi no Naku Koro ni de la segunda y tercera temporada. En esa banda compuso una canción dedicada a su país natal: 対象a-adonde vuelvo- (-A donde vuelvo- Mi destino)

 En 2009 empezó su carrera como solista, y teniendo como compositora a Myu. Actualmente lleva 5 discos, 1 disco recopilatorio y 20 CD Singles. 

 Actualmente la fama de Annabel sigue en ascenso, después de haber hecho las canciones de cierre de los animes Another, Sankarea, Koi to Senkyo to Chocolate en 2012, Red Data Girl,  Rozen Maiden en 2013 y Gangsta. en 2015.

## Discografía
- álbum:

1. "miniascape". A la venta desde el 28 de noviembre de 2012
2. "talk". A la venta desde el 16 de marzo de 2014

Single:
1. "my heaven" (ending de CANAAN). A la venta desde el 26 de agosto de 2009
2. "light of dawn" (ending de The Book of Bantorra). A la venta desde el 6 de noviembre de 2009
3. "shudaika shuu" (Hanayaka Nari Waga Ichizoku (psp game). A la venta desde el 14 de diciembre de 2011
4. "anamnesis" (ending de Another). A la venta desde el 8 de febrero de 2012
5. "above your hand" (ending de Sankarea). A la venta desde el 23 de mayo de 2012
6. "signal graph" (opening de Koi to Senkyo to Chocolate). A la venta desde el 25 de julio de 2012
7. "phantasmagoria" (opening de Hanayaka Nari Waga Ichizoku Kinetograph OVA). A la venta desde el 23 de enero de 2013
8. "shall we dance" (ending de Hanayaka Nari Waga Ichizoku Ninetograph OVA). A la venta desde el 23 de enero de 2013
9. "small worldrop" (opening de Red Data Girl). A la venta desde el 24 de abril de 2013
10. "alternative" (ending de Rozen Maiden (2013)). A la venta desde el 7 de agosto de 2013
11. "Syncretism" (ending de Hybrid Child (2014-2015)).
12. "Yoru no Kuni" (ending de Gangsta. (2015)).

- álbum:

1. "autonomía". A la venta desde el 9 de marzo de 2008 (miniálbum)
2. "noctiluca". A la venta desde el 31 de diciembre de 2010 (miniálbum)
3. "caracol". A la venta desde el 15 de agosto de 2013 (álbum)

- single:

1. "ignis". A la venta desde el 1 de mayo de 2011 (maxisencillo)
2. "memory cycle of a sentimentalist". A la venta desde el 30 de septiembre de 2011 (maxisencillo)
3. "debris". A la venta desde el 30 de abril de 2012
4. "totensupearentsugaaru". A la venta desde el 31 de diciembre de 2012 (música CD annabel × aoiaki)
5. "pedalnote/starlight". A la venta desde el 29 de abril de 2013 (doble single)
6. "roof loop hopper". A la venta desde el 27 de octubre de 2013 (maxisencillo)
7. "annavector #1". A la venta desde el 31 de diciembre de 2013 (coger single)

BINARIA
- álbum:

1. "alhaja". A la venta desde el 24 de abril de 2007
2. "forma". A la venta desde el 8 de octubre de 2007
3. "sonido". A la venta desde el 5 de mayo de 2010

- single:

1. "rueda". A la venta desde el 26 de agosto de 2007
2. "época". A la venta desde el 13 de octubre de 2008
3. "alba". A la venta desde el 11 de octubre de 2009
4. "delightful doomsday". A la venta desde el 31 de octubre de 2010
5. "nachtflug". A la venta desde el 1 de mayo de 2011
6. "bottle". A la venta desde el 30 de octubre de 2011
7. "twins' dialoge". A la venta desde el 28 de octubre de 2012

anNina 
1. "taishou a". A la venta desde el 22 de agosto de 2007
2. "natal". A la venta desde el 17 de diciembre de 2008
3. "voltage of imagination-kusoh katsugeki". A la venta desde el 24 de junio de 2009
4. "voltage of imagination-kusoh katsugeki 2". A las venta desde el 1 de septiembre de 2011
5. "manasazhi". A la venta desde el 24 de junio de 2009
6. "ombre". A la venta desde el 5 de junio de 2013